# Wilhelm von Bismarck
Wilhelm Otto Albrecht hrabě von Bismarck-Schönhausen (1. srpna 1852 Frankfurt nad Mohanem – 30. května 1901 Warcino) byl německý politik a mladší ze synů říšského kancléře Otto von Bismarcka.

## Životopis
Studoval práva, byl účastníkem francouzsko-německé války (1871). V roce 1873 nastupuje do justice (nejprve jako soudní referendář, od roku 1878 jako čekatel).

## Politické funkce
V roce 1879 byl zemským radou Hanauského kraje, v letech 1889–1895 byl hejtmanem (Regierungspräsident) Hannoveru, v letech 1895-1901 správcem (Oberpräsident) v provincii Východní Prusko.
V letech 1878–1881 byl členem Reichstagu (Říšský sněm), v letech 1882–1885 poslancem Pruské sněmovny.

## Manželství a potomci
Na zámku Kröchlendorff se 6. července 1885 oženil se svojí sestřenicí Sibyllou von Arnim (1864–1945). 
- Hertha (10. 5. 1886 Hanau – 11. 6. 1954 Gauting), I. manž. 1909 Walter Glawe (18. 7. 1880 Berlín – 10. 8. 1967), rozvod 1929, II. manž. 1929 Heinrich Köhler (5. 4. 1878 Hannover – 27. 1. 1945 Gauting)[2]
- Irena (7. 3. 1888 Hanau – 11. 7. 1982 Frankfurt nad Mohanem), I. manž. 1908 hrabě Herbert z Einsiedelu (13. 8. 1885 – 15. 7. 1945 Göttingen), rozvedeni v roce 1931, II. manž. 1935 Horst von Petersdorff (30. 6. 1892 – 12. 7. 1962 Prien am Chiemsee), rozvod 1944[2]
- Dorotea (9. 12. 1892 Hannover – 14. 7. 1975 Berlín), I. manž. 1919 hrabě Reinhold von Rehbinder (1. 1. 1888 Tallinn), rozvedeni 1920, II. manž. 1927 viceadmirál Wilfried von Loewenfeld (25. 9. 1879  Špandava – 5. 7. 1946 Schleswig)[2]
- Mikuláš (26. 5. 1896 Königsberg – 20. 1. 1940 Berlín), I. manž. 1919 baronka Brigitte von Eickstedt-Peterswaldt (4. 3. 1897 Krackow – 6. 5. 1980 Aumühle), rozvedeni roku 1932, II. manž. 1933 hraběnka Alžběta von Faber-Castell (15. 1. 1899 Stein – 11. 2. 1986 Gmunden)[2]

Hrabě Wilhelm zemřel 30. května 1901 ve věku 48 let na zánět pobřišnice na zámku v obci Warcino, který byl v držení rodiny Bismarcků od roku 1867.